# بناء المصرف
بناء المترجمات أحد فروع المعلوماتية النظرية الذي يهتم بدراسة تشكيل المترجمات البرمجية Compilers، عادة تقوم هذه المترجمات بتحوبل الشفرة المصدرية الكتوبة لغات برمجة عالية إلى إحدى لغات البرمجة منخفضة المستوى مثل الاسمبلي من ثم إلى لغة الآلة.